# Hohenneuffen-Berglauf
Der Hohenneuffen-Berglauf ist ein seit 1989 bestehender Berglauf in Beuren (bei Nürtingen), Baden-Württemberg, der jedes Jahr im Juni durchgeführt wird. Ziel ist die Burgruine Hohenneuffen.

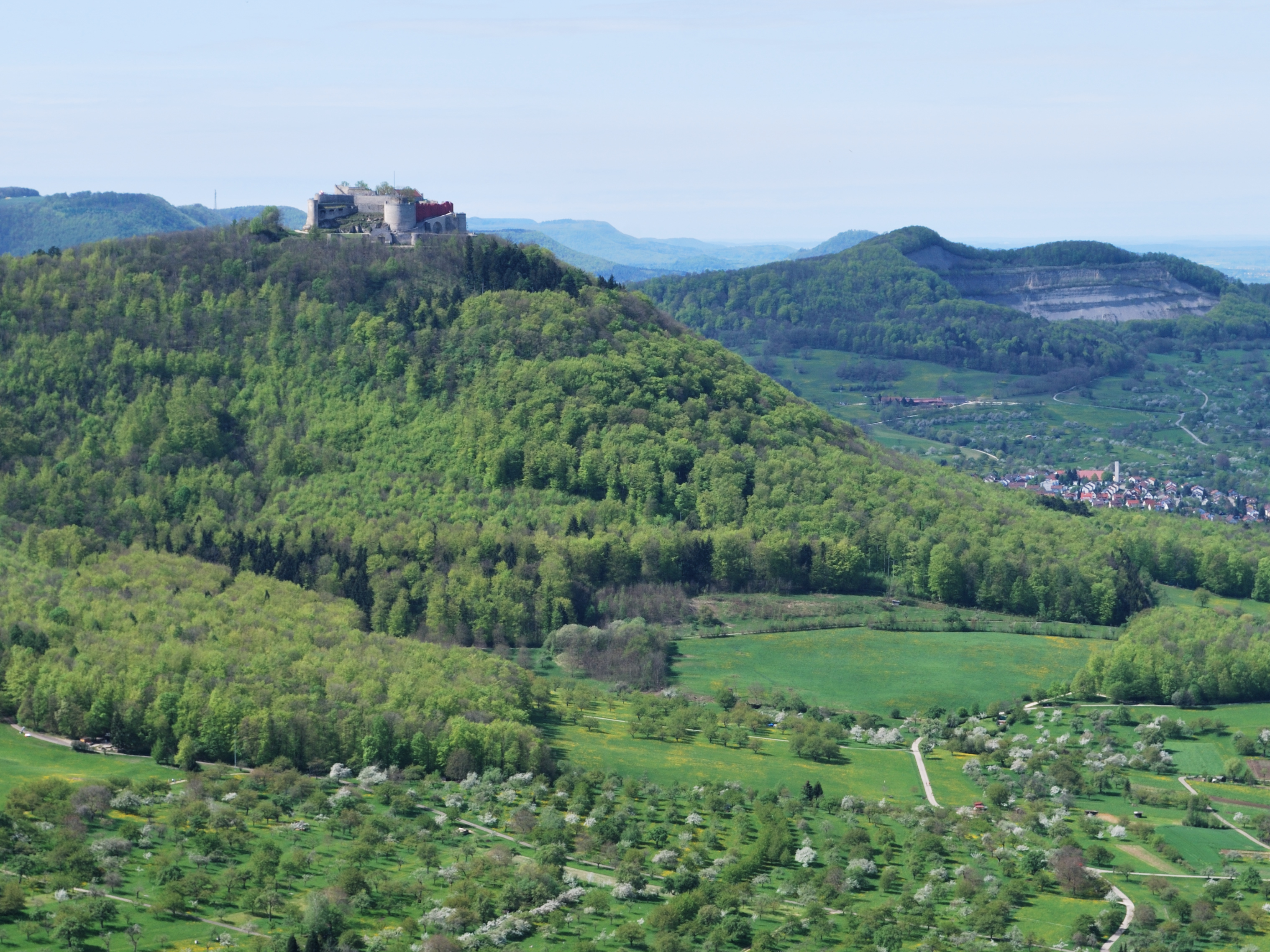
Die Burg Hohenneuffen vom Beurener Fels aus gesehen

1995 wurden im Rahmen dieser Veranstaltung die Deutschen Berglauf-Meisterschaften ausgetragen. Aus diesem Grund wurde bereits ein Jahr zuvor der ursprüngliche Streckenverlauf mit Start in Beuren geändert, um den Anforderungen des Deutschen Leichtathletik-Verbandes zu entsprechen. Insgesamt geht es seither bei einer Streckenlänge von 9,3 Kilometer ca. 535 Höhenmeter bergauf und 180 Höhenmeter bergab. In den Jahren 1998, 2004, 2009, 2011, 2016 und 2018 fanden auf der Strecke die Baden-Württembergischen Berglaufmeisterschaften statt. Im Jahr 2006 wurden in Beuren im Rahmen des Hohenneuffen-Berglaufs außerdem die Deutschen Berglauf-Seniorenmeisterschaften ausgerichtet.

## Streckenverlauf
Der Start befindet sich seit 1994 im 354 Meter hoch gelegenen Nachbarort Linsenhofen. Der erste Streckenabschnitt führt auf asphaltieren Wegen durch Streuobstwiesen und den Beurener Ortsteil Balzholz und ist durch ein welliges Profil mit drei kurzen, steilen Anstiegen gekennzeichnet. Nach einer Versorgungsstelle bei Kilometer 4 folgt der erste längere Anstieg (120 Höhenmeter auf einen Kilometer). Ab Kilometer 5 verläuft die Strecke auf geschotterten Waldwegen bei leicht welligem Profil. Bei Kilometer 7 beginnt der längste Anstieg (150 Höhenmeter auf 1,2 Kilometern) den Albtrauf hinauf. Vor dem steilen Schlussanstieg (130 Höhenmeter auf 0,8 Kilometer) wird der Hohenneuffen bei leichtem Gefälle einmal umrundet. Das Ziel bildet der Burghof des Hohenneuffen auf 740 Metern Höhe.

## Statistik

### Streckenrekorde
- Männer: 34:49 min., Thomas Greger, 1995
- Frauen: 41:04 min., Gudrun de Pay, 1995

| Jahr  | Schnellster Mann                | Schnellste Frau                 | Finisher gesamt |
| ----- | ------------------------------- | ------------------------------- | --------------- |
| 2025  | Dominik Notz 36:37 min          | Karoline Brüstle 47:09 min      | 324             |
| 2024* | Dominik Notz 32:31 min          | Corinna Coenning 38:21 min      | 294             |
| 2023  | Lukas Ehrle 36:10 min           | Corinna Coenning 43:50 min      | 348             |
| 2022  | Jonas Haiß 39:52 min            | Simone Raatz 44:18 min          | 251             |
| 2021  | Hannes Großkopf (Ersatzstrecke) | Romy Spannowsky (Ersatzstrecke) | 223             |
| 2020  | -                               | -                               | -               |
| 2019  | Daniel Noll 38:17 min           | Elke Keller 48:55 min           | 436             |
| 2018  | Yossief Tekle 37:25 min         | Monika Pletzer 47:22 min        | 675             |
| 2017  | Yossief Tekle 36:35 min         | Monika Pletzer 45:01 min        | 438             |
| 2016  | Yossief Tekle 37:44 min         | Brendah Kebeya 44:05 min        | 578             |
| 2015  | Yossief Tekle 36:03 min         | Monika Pletzer 45:25 min        | 466             |
| 2014  | Mehdi Khelifi 36:31 min         | Yvi Blaschke 47:39 min          | 515             |
| 2013  | Lachlan Davey 39:23 min         | Christine Sigg-Sohn 48:04 min   | 485             |
| 2012  | Mehdi Khelifi 36:37 min         | Monika Pletzer 48:33 min        | 525             |
| 2011  | Mehdi Kehlifi 36:07 min         | Jutta Brod 44:34 min            | 595             |
| 2010  | Cian McLoughlin 38:15 min       | Sylke Schmitz 45:00 min         | 523             |
| 2009  | Peter Kotz 37:49 min            | Jutta Brod 45:31 min            | 648             |

*Anmerkung 2024: Geänderte Strecke (8,2 km) ohne Burgumrundung.
Details zu Teilnehmerzahlen:

### Finisher 2011
- 487 Läufer und 39 Walker im Ziel
- 69 Schüler beim Schüler-Berglauf im Ziel

### Finisher 2010
- 405 Läufer und 38 Walker im Ziel
- 80 Schüler beim Schüler-Berglauf im Ziel

### Finisher 2009
- 565 Läufer und 17 Walker im Ziel
- 66 Schüler beim Schüler-Berglauf im Ziel